# Llista de monuments de Fontanilles
Llista de monuments de Fontanilles inclosos en l'Inventari del Patrimoni Arquitectònic Català per al municipi de Fontanilles (Baix Empordà). Inclou els inscrits en el Registre de Béns Culturals d'Interès Nacional (BCIN) amb la classificació de monuments històrics, els Béns Culturals d'Interès Local (BCIL) de caràcter immoble i la resta de béns arquitectònics integrants del patrimoni cultural català.
| Monument                                | Protecció   | Estil/època                     | Localització                                                         | Coordenades                                          | Codi?         | Imatge |
| --------------------------------------- | ----------- | ------------------------------- | -------------------------------------------------------------------- | ---------------------------------------------------- | ------------- | --- |
| Castell de Fontanilles dit el Castellot | BCIN 857-MH | XII                             | Fontanilles                                                          | 42° 00′ 32″ N, 3° 06′ 26″ E / 42.00900°N,3.10729°E   | RI-51-0005904 | Carregueu una nova foto d'aquest monument                                                                                     |
| Sant Martí de Fontanilles               |             | Romànic XII                     | Fontanilles C. de l'Església                                         | 42° 00′ 43″ N, 3° 06′ 27″ E / 42.01188°N,3.107461°E  | IPA-7074      | Sant Martí de Fontanilles · Vegeu més fotos d'aquest monument · Carregueu una nova foto d'aquest monument                     |
| Torre de Can Cens                       |             | Obra popular XVII               | Fontanilles C. Major                                                 | 42° 00′ 42″ N, 3° 06′ 26″ E / 42.011712°N,3.107340°E | IPA-7080      | Carregueu una nova foto d'aquest monument                                                                                     |
| Ca l'Alamany o la Rectoria              |             | Gòtic XVII                      | Fontanilles C. de l'Església                                         | 42° 00′ 43″ N, 3° 06′ 27″ E / 42.011852°N,3.107401°E | IPA-7081      | Ca l'Alamany (Fontanilles) · Vegeu més fotos d'aquest monument · Carregueu una nova foto d'aquest monument                    |
| Molí de vent i d'aigua                  |             | Obra popular XX                 | Fontanilles Dins una finca particular                                |                                                      | IPA-7086      | Carregueu una nova foto d'aquest monument                                                                                     |
| La Resclosa de Fontanilles              |             | XX Inici                        | Fontanilles Davant de la plaça del poble                             | 42° 00′ 37″ N, 3° 06′ 26″ E / 42.010284°N,3.107356°E | IPA-7087      | Carregueu una nova foto d'aquest monument                                                                                     |
| Cal Santpare                            |             | Obra popular XVIII              | Fontanilles Ctra. de Fontanilles                                     | 42° 00′ 39″ N, 3° 07′ 00″ E / 42.010901°N,3.116572°E | IPA-7088      | Carregueu una nova foto d'aquest monument                                                                                     |
| Mas Montellar                           |             | Gòtic tardà, obra popular XVIII | Fontanilles Afores                                                   | 42° 00′ 27″ N, 3° 07′ 02″ E / 42.007496°N,3.117181°E | IPA-7089      | Carregueu una nova foto d'aquest monument                                                                                     |
| Mas del Pont de la Blaia                |             | Obra popular XIX                | Fontanilles Afores                                                   | 42° 00′ 36″ N, 3° 07′ 32″ E / 42.010122°N,3.125676°E | IPA-7090      | Mas del Pont de la Blaia (Fontanilles) · Vegeu més fotos d'aquest monument · Carregueu una nova foto d'aquest monument        |
| Pont de la Blaia o de la Playa          |             | Obra popular XIX                | Fontanilles Al costat del Mas de la Blaia, a l'antic camí            | 42° 00′ 35″ N, 3° 07′ 30″ E / 42.009753°N,3.124866°E | IPA-7091      | Pont de la Blaia (Fontanilles) · Vegeu més fotos d'aquest monument · Carregueu una nova foto d'aquest monument                |
| Mas Carles                              |             | Obra popular XIX                | Fontanilles Ctra. de Pals                                            | 42° 00′ 01″ N, 3° 08′ 49″ E / 42.000220°N,3.147023°E | IPA-7092      | Carregueu una nova foto d'aquest monument                                                                                     |
| Mas Behi o Mas Vehí                     |             | Obra popular XIX                | Fontanilles Ctra. de Parlavà a Torroella                             | 42° 02′ 02″ N, 3° 05′ 13″ E / 42.033895°N,3.087015°E | IPA-7093      | Mas Behi (Fontanilles) · Vegeu més fotos d'aquest monument · Carregueu una nova foto d'aquest monument                        |
| Pont romà de la Roqueta                 |             | Obra popular Romà               | Fontanilles i Serra de Daró A l'antic camí romà d'Ullastret a Llabià | 42° 01′ 17″ N, 3° 04′ 54″ E / 42.021370°N,3.081677°E | IPA-7096      | Pont romà (Fontanilles i Serra de Daró) · Vegeu més fotos d'aquest monument · Carregueu una nova foto d'aquest monument       |
| Escoles                                 |             | Obra popular XIX                | Fontanilles C. de l'Església                                         | 42° 00′ 42″ N, 3° 06′ 28″ E / 42.011563°N,3.107660°E | IPA-7097      | Escoles (Fontanilles) · Vegeu més fotos d'aquest monument · Carregueu una nova foto d'aquest monument                         |
| Mas Vermell                             |             | XVII                            | Fontanilles C. del Castell                                           | 42° 00′ 35″ N, 3° 06′ 21″ E / 42.009736°N,3.105864°E | IPA-7098      | Mas Vermell (Fontanilles) · Vegeu més fotos d'aquest monument · Carregueu una nova foto d'aquest monument                     |
| Mas Blanc                               |             | Obra popular XVIII              | Fontanilles C. Castell, 1                                            | 42° 00′ 33″ N, 3° 06′ 25″ E / 42.009173°N,3.106895°E | IPA-7099      | Mas Blanc (Fontanilles) · Vegeu més fotos d'aquest monument · Carregueu una nova foto d'aquest monument                       |
| Can Bech o Mas Bech de Baix             |             | Obra popular XIX                | Fontanilles C. Major, 10                                             | 42° 00′ 40″ N, 3° 06′ 29″ E / 42.011184°N,3.107979°E | IPA-7100      | Carregueu una nova foto d'aquest monument                                                                                     |
| Can Bordeta                             |             | Obra popular XIX                | Fontanilles C. de la Processó                                        | 42° 00′ 33″ N, 3° 06′ 30″ E / 42.009054°N,3.108247°E | IPA-7101      | Can Bordeta (Fontanilles) · Vegeu més fotos d'aquest monument · Carregueu una nova foto d'aquest monument                     |
| Can Pascal                              |             | Obra popular XIX                | Fontanilles C. Major                                                 | 42° 00′ 41″ N, 3° 06′ 24″ E / 42.011487°N,3.106736°E | IPA-7102      | Carregueu una nova foto d'aquest monument                                                                                     |
| Can Ribot                               |             | Obra popular XVII               | Fontanilles C. Processó, 2                                           | 42° 00′ 32″ N, 3° 06′ 29″ E / 42.008928°N,3.108024°E | IPA-7103      | Carregueu una nova foto d'aquest monument                                                                                     |
| El Castellot                            |             | XVI                             | Fontanilles C. Castell, 3                                            | 42° 00′ 33″ N, 3° 06′ 27″ E / 42.009159°N,3.107378°E | IPA-36266     | Carregueu una nova foto d'aquest monument                                                                                     |
| Carrer Major, Can Padrós i rectoria     |             | Gòtic XVII                      | Fontanilles C. Major, Llabià                                         | 42° 01′ 08″ N, 3° 05′ 14″ E / 42.018804°N,3.087296°E | IPA-7073      | Carregueu una nova foto d'aquest monument                                                                                     |
| Església de Sant Romà de Llabià         |             | Romànic XIII                    | Fontanilles C. de l'Església, Llabià                                 | 42° 01′ 06″ N, 3° 05′ 17″ E / 42.018262°N,3.088097°E | IPA-7075      | Església de Sant Romà de Llabià (Fontanilles) · Vegeu més fotos d'aquest monument · Carregueu una nova foto d'aquest monument |
| Can Vicens                              |             | Gòtic XVI                       | Fontanilles C. Major, 12 - c. de l'Estany, Llabià                    | 42° 01′ 05″ N, 3° 05′ 16″ E / 42.018042°N,3.087742°E | IPA-7076      | Can Vicens (Fontanilles) · Vegeu més fotos d'aquest monument · Carregueu una nova foto d'aquest monument                      |
| La Peixera                              |             | Gòtic XV                        | Fontanilles Llabià (a la carretera entre Llabià i Gualta)            | 42° 01′ 23″ N, 3° 05′ 29″ E / 42.023106°N,3.091276°E | IPA-7077      | La Peixera (Fontanilles) · Vegeu més fotos d'aquest monument · Carregueu una nova foto d'aquest monument                      |
| Carrer del Mar                          |             | Gòtic XVI                       | Fontanilles C. del Mar, Llabià                                       | 42° 01′ 07″ N, 3° 05′ 17″ E / 42.018578°N,3.087996°E | IPA-7078      | Carrer del Mar (Fontanilles) · Vegeu més fotos d'aquest monument · Carregueu una nova foto d'aquest monument                  |
| Can Pau                                 |             | Gòtic XVI                       | Fontanilles C. Major, Llabià                                         | 42° 01′ 05″ N, 3° 05′ 18″ E / 42.018091°N,3.088382°E | IPA-7079      | Carregueu una nova foto d'aquest monument                                                                                     |
| Rectoria                                |             | Gòtic tardà XVII                | Fontanilles C. Major, 3, Llabià                                      | 42° 01′ 08″ N, 3° 05′ 15″ E / 42.018862°N,3.087544°E | IPA-7094      | Rectoria de Llabià (Fontanilles) · Vegeu més fotos d'aquest monument · Carregueu una nova foto d'aquest monument              |
| La Bomba                                |             | Obra popular XIX Final          | Fontanilles Al nord-est de Llabià                                    | 42° 01′ 18″ N, 3° 04′ 58″ E / 42.021626°N,3.082783°E | IPA-7095      | La Bomba (Fontanilles) · Vegeu més fotos d'aquest monument · Carregueu una nova foto d'aquest monument                        |